# Marriages Are Made
Marriages Are Made è un film muto del 1918 diretto da Carl Harbaugh.

## Trama
Cyrus Baird, un finanziere che si è ritirato dagli affari, vuole far sposare la figlia Susan al ricco ma effeminato Ethelbert Granger, ma la ragazza non è per niente d'accordo. In punto di affogare, Susan viene salvata da James Morton. Tra i due nasce una storia d'amore, ma Baird contrasta la relazione perché Morton è legato a un suo acerrimo nemico. Ethelbert invita i Baird sulla casa galleggiante di Max Rupholdt, una spia tedesca che sta progettando di minare il porto. Sospettato di essere una spia, James scopre invece dove sono gli esplosivi ma viene sorpreso da Rupholdt che costringe Susan a salire su un motoscafo nel quale ha intenzione di piazzare le mine. Mentre l'imbarcazione passa sotto un ponte, James riesce a tirar su la ragazza, salvandola così dall'esplosione.

## Produzione
Il film fu prodotto dalla Fox Film Corporation.

## Distribuzione
William Fox fece registrare il film che ottenne il copyright LP12981 il 13 ottobre 1918 con i titoli A Man's Maid e The Silent Service. Distribuito dalla Fox Film Corporation, il film uscì nelle sale cinematografiche degli Stati Uniti il 13 ottobre 1918.